# Kapò
Kapò is een Italiaanse oorlogsfilm uit 1960 onder regie van Gillo Pontecorvo.

## Verhaal
De Joodse Edith belandt na een razzia in Parijs in een concentratiekamp. Van de kamparts krijgt ze de identiteit van een politiek gevangene. Zo ontkomt ze aan de gaskamers. Ze komt terecht in een werkkamp en klimt er op tot kampopzichter. Dan wekt haar liefde voor een Russische gevangene haar idealisme weer op.

## Rolverdeling
| Acteur                 | Personage             |
| ---------------------- | --------------------- |
| Susan Strasberg        | Edith / Nicole Niepas |
| Laurent Terzieff       | Sascha                |
| Emmanuelle Riva        | Terese                |
| Didi Perego            | Sofia                 |
| Gianni Garko           | Karl, Duitse soldaat  |
| Annabella Besi         |                       |
| Graziella Galvani      |                       |
| Paola Pitagora         |                       |
| Eleonora Bellinzaghi   |                       |
| Bruno Scipioni         |                       |
| Dragomir Felba         |                       |
| Mira Dinulović         |                       |
| Semka Sokolović-Bertok |                       |
| Dirjana Dojić          |                       |

## Prijzen en nominaties
| Jaar | Prijs  | Categorie               | Genomineerde(n)  | Uitslag     |
| ---- | ------ | ----------------------- | ---------------- | ----------- |
| 1960 | Oscars | Beste buitenlandse film | Gillo Pontecorvo | Genomineerd |